# Rue George-Balanchine
La rue George-Balanchine est une voie située dans le quartier de la Gare du 13e arrondissement de Paris, en France.

## Situation et accès
La rue George-Balanchine est desservie à proximité par la ligne 6 à la station Quai de la Gare.

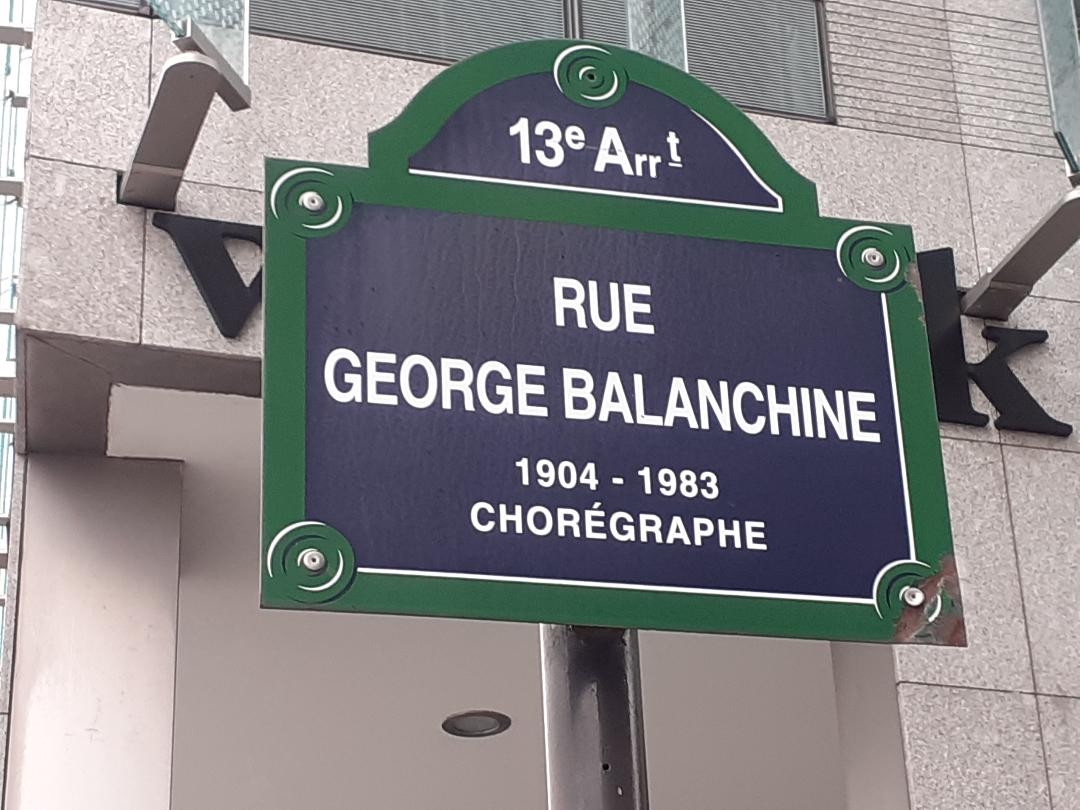
Plaque de la rue Georges Balanchine

## Origine du nom
Elle porte le nom du chorégraphe, danseur, acteur et réalisateur russe d'origine géorgienne George Balanchine (1904-1983),.

## Historique
Cette voie privée est créée sur des terrains appartenant à la SNCF, dans le cadre de l'aménagement de la ZAC Paris-Rive-Gauche, sous le nom provisoire de « voie CH/13 » et prend sa dénomination actuelle le 9 mars 1993.
Par arrêté municipal en date du 24 juillet 2006, elle est ouverte à la circulation publique.

## Bâtiments remarquables et lieux de mémoire
- Au no 7, le jardin James-Joyce.